# Municipio de Island Creek (Ohio)
El municipio de Island Creek (en inglés: Island Creek Township) es un municipio ubicado en el condado de Jefferson en el estado estadounidense de Ohio. En el año 2010 tenía una población de 10 546 habitantes y una densidad poblacional de 96,07 personas por km².

## Geografía
El municipio de Island Creek se encuentra ubicado en las coordenadas 40°24′52″N 80°42′25″O / 40.41444, -80.70694. Según la Oficina del Censo de los Estados Unidos, el municipio tiene una superficie total de 109.78 km², de la cual 108,5 km² corresponden a tierra firme y (1,17 %) 1,28 km² es agua.

## Demografía
Según el censo de 2010, había 10 546 personas residiendo en el municipio de Island Creek. La densidad de población era de 96,07 hab./km². De los 10 546 habitantes, el municipio de Island Creek estaba compuesto por el 96,56 % blancos, el 1,73 % eran afroamericanos, el 0,09 % eran amerindios, el 0,34 % eran asiáticos, el 0,03 % eran de otras razas y el 1,26 % eran de una mezcla de razas. Del total de la población el 0,55 % eran hispanos o latinos de cualquier raza.